# Janice Chapman
Janice L. Chapman (* 1938) ist eine australische Sängerin (Sopran) und Gesangspädagogin.

## Leben
Chapman gewann in Australien große Gesangswettbewerbe wie Sun Aria und die ABC Concerto & Vocal Competition. 1962 verließ sie Australien und absolvierte in London ein Postgraduiertenstudium an der Opernschule des Royal College of Music. Bereits während des Studiums sang sie die Miss Jessel in Benjamin Brittens Oper The Turn of the Screw bei einer Tournee der English Opera Group unter Leitung des Komponisten durch die Sowjetunion. Sie hatte dann Engagements als Erste Sopranistin u. a. am Sadler’s Wells, am Royal Opera House und trat als freiberufliche Sängerin an der English National Opera, der Welsh National Opera, der Scottish National Opera und im Ausland auf.
Zu ihrem Repertoire zählten Rollen wie die Gräfin Almaviva in Le nozze di Figaro, die Elektra in Idomeneo, die Gertrud in Hänsel und Gretel, die Donna Leonora in La forza del destino, die Sieglinde im Ring des Nibelungen, die Fata Morgana in Die Liebe zu den drei Orangen, die Titelrolle in Aida, die Abigaille in Nabucco, die Ellen Orford in Peter Grimes und die Lady Billows in Albert Herring. Bei der Uraufführung von Benjamin Brittens Owen Wingrave am Royal Opera House sang sie die Rolle der Mrs. Julian.
Von 1975 bis 1983 unterrichtete Chapman Gesang am London College of Music, danach gab sie privaten Unterricht. Sie gehörte dem Gründungskomitee der Voice Research Society (British Voice Assiciation) an, für den sie viele Jahre als Vorstandsmitglied und ehrenamtliche Schatzmeisterin tätig war. Sie gab Workshops, Meisterklassen und Kurse für Sänger und Chöre in Großbritannien, den USA, Australien, Neuseeland und Europa und veröffentlichte 2005 das Lehrbuch Singing and Teaching Singing – A Holistic Approach to Classical Voice. 2004 wurde sie mit dem Order of Australia ausgezeichnet. 2010 wurde sie Fellow, 2016 Professorin der Guildhall School of Music and Drama. Seit 2012 ist sie Ehrenpräsidentin der Association of Teachers of Singing.